# Elezioni comunali in Liguria del 2014
Le elezioni comunali in Liguria del 2014 si tennero il 25 maggio (con ballottaggio l'8 giugno).

## Provincia di Genova

### Rapallo
| Candidati                     | Candidati                 | II turno             | II turno          | I turno | I turno | Liste                                  | Voti   | %     | Seggi |
| Candidati                     | Candidati                 | Voti                 | %                 | Voti    | %       | Liste                                  | Voti   | %     | Seggi |
| ----------------------------- | ------------------------- | -------------------- | ----------------- | ------- | ------- | -------------------------------------- | ------ | ----- | ----- |
|                               | Carlo Bagnasco ✔️ Sindaco | 7 051                | 63,80             | 6 446   | 39,99   | Bagnasco Sindaco                       | 2 148  | 14,07 | 4     |
| Stabilità Innovazione         | Carlo Bagnasco ✔️ Sindaco | 7 051                | 63,80             | 6 446   | 39,99   | 1 480                                  | 9,70   | 2     |       |
| Forza Rapallo                 | Carlo Bagnasco ✔️ Sindaco | 7 051                | 63,80             | 6 446   | 39,99   | 1 022                                  | 6,70   | 2     |       |
| Popolari per Rapallo          | Carlo Bagnasco ✔️ Sindaco | 7 051                | 63,80             | 6 446   | 39,99   | 932                                    | 6,11   | 1     |       |
| Con Brigati per Rapallo       | Carlo Bagnasco ✔️ Sindaco | 7 051                | 63,80             | 6 446   | 39,99   | 792                                    | 5,19   | 1     |       |
|                               | Armando Ezio Capurro      | 4 000                | 36,20             | 3 210   | 19,91   | Partito Democratico                    | 1 070  | 7,01  | 1     |
| Circolo Via della Libertà 61  | Armando Ezio Capurro      | 4 000                | 36,20             | 3 210   | 19,91   | 933                                    | 6,11   | 1     |       |
| Noi con Capurro               | Armando Ezio Capurro      | 4 000                | 36,20             | 3 210   | 19,91   | 452                                    | 2,96   | –     |       |
| Progetto Rapallo 2014         | Armando Ezio Capurro      | 4 000                | 36,20             | 3 210   | 19,91   | 292                                    | 1,91   | –     |       |
| Insieme per Capurro           | Armando Ezio Capurro      | 4 000                | 36,20             | 3 210   | 19,91   | 217                                    | 1,42   | –     |       |
| Seggio di coalizione          | Seggio di coalizione      | Seggio di coalizione | 36,20             | 3 210   | 19,91   | 1                                      |        |       |       |
|                               | Giorgio Costa             | Giorgio Costa        | Giorgio Costa     | 2 867   | 17,78   | Giorgio Costa Sindaco                  | 2 088  | 13,68 | 1     |
| Rapallo nel Cuore             | Giorgio Costa             | Giorgio Costa        | Giorgio Costa     | 2 867   | 17,78   | 481                                    | 3,15   | –     |       |
| Seggio di coalizione          | Seggio di coalizione      | Seggio di coalizione | Giorgio Costa     | 2 867   | 17,78   | 1                                      |        |       |       |
|                               | Giovanni Solari           | Giovanni Solari      | Giovanni Solari   | 1 432   | 8,88    | Movimento 5 Stelle                     | 1 387  | 9,09  | –     |
| Seggio di coalizione          | Seggio di coalizione      | Seggio di coalizione | Giovanni Solari   | 1 432   | 8,88    | 1                                      |        |       |       |
|                               | Fabio Mustorgi            | Fabio Mustorgi       | Fabio Mustorgi    | 734     | 4,55    | Fratelli d'Italia - Alleanza Nazionale | 446    | 2,92  | –     |
| 100 X 100 Rapallo             | Fabio Mustorgi            | Fabio Mustorgi       | Fabio Mustorgi    | 734     | 4,55    | 209                                    | 1,37   | –     |       |
|                               | Andrea Carannante         | Andrea Carannante    | Andrea Carannante | 467     | 2,90    | Partito Comunista dei Lavoratori       | 415    | 2,72  | –     |
|                               | Matteo Melis              | Matteo Melis         | Matteo Melis      | 458     | 2,84    | Partito della Rifondazione Comunista   | 404    | 2,65  | –     |
|                               | Gabriele Vecchia          | Gabriele Vecchia     | Gabriele Vecchia  | 329     | 2,04    | Lega Nord                              | 313    | 2,05  | –     |
|                               | Nicola Fenelli            | Nicola Fenelli       | Nicola Fenelli    | 178     | 1,10    | Nuova Democrazia Cristiana             | 183    | 1,20  | –     |
| Totale                        | Totale                    | 11 051               | 100               | 16 121  | 100     |                                        | 15 264 | 100   | 16    |
|                               |                           |                      |                   |         |         |                                        |        |       |       |
| Fonte: Ministero dell'interno |                           |                      |                   |         |         |                                        |        |       |       |

## Provincia di Imperia

### Sanremo
| Candidati                              | Candidati                    | II turno             | II turno            | I turno | I turno | Liste               | Voti   | %     | Seggi |
| Candidati                              | Candidati                    | Voti                 | %                   | Voti    | %       | Liste               | Voti   | %     | Seggi |
| -------------------------------------- | ---------------------------- | -------------------- | ------------------- | ------- | ------- | ------------------- | ------ | ----- | ----- |
|                                        | Alberto Biancheri ✔️ Sindaco | 13 056               | 65,02               | 13 562  | 47,35   | Partito Democratico | 4 469  | 15,99 | 5     |
| Sanremo al Centro                      | Alberto Biancheri ✔️ Sindaco | 13 056               | 65,02               | 13 562  | 47,35   | 4 199               | 15,02  | 5     |       |
| Noi per Sanremo                        | Alberto Biancheri ✔️ Sindaco | 13 056               | 65,02               | 13 562  | 47,35   | 2 496               | 8,93   | 3     |       |
| Sanremo Insieme                        | Alberto Biancheri ✔️ Sindaco | 13 056               | 65,02               | 13 562  | 47,35   | 1 273               | 4,55   | 1     |       |
| Il Cittadino                           | Alberto Biancheri ✔️ Sindaco | 13 056               | 65,02               | 13 562  | 47,35   | 873                 | 3,12   | 1     |       |
|                                        | Gianni Berrino               | 7 025                | 34,98               | 8 172   | 28,53   | Forza Italia        | 5 252  | 18,79 | 4     |
| Fratelli d'Italia - Alleanza Nazionale | Gianni Berrino               | 7 025                | 34,98               | 8 172   | 28,53   | 2 370               | 8,48   | 1     |       |
| Sanremesi                              | Gianni Berrino               | 7 025                | 34,98               | 8 172   | 28,53   | 407                 | 1,46   | –     |       |
| Seggio di coalizione                   | Seggio di coalizione         | Seggio di coalizione | 34,98               | 8 172   | 28,53   | 1                   |        |       |       |
|                                        | Paola Arrigoni               | Paola Arrigoni       | Paola Arrigoni      | 2 897   | 10,12   | Movimento 5 Stelle  | 2 809  | 10,05 | 1     |
| Seggio di coalizione                   | Seggio di coalizione         | Seggio di coalizione | Paola Arrigoni      | 2 897   | 10,12   | 1                   |        |       |       |
|                                        | Francesca Antonelli          | Francesca Antonelli  | Francesca Antonelli | 1 601   | 5,59    | Sanremo Attiva      | 1 552  | 5,55  | –     |
| Seggio di coalizione                   | Seggio di coalizione         | Seggio di coalizione | Francesca Antonelli | 1 601   | 5,59    | 1                   |        |       |       |
|                                        | Davide Oddo                  | Davide Oddo          | Davide Oddo         | 1 332   | 4,65    | Lega Nord (A)       | 695    | 2,49  | –     |
| Ricostruiamo Sanremo (B)               | Davide Oddo                  | Davide Oddo          | Davide Oddo         | 1 332   | 4,65    | 497                 | 1,78   | –     |       |
|                                        | Antonio Bissolotti           | Antonio Bissolotti   | Antonio Bissolotti  | 693     | 2,42    | Nuovo Centrodestra  | 682    | 2,44  | –     |
|                                        | Gianluca Covatta             | Gianluca Covatta     | Gianluca Covatta    | 383     | 1,34    | Rinasce Sanremo     | 379    | 1,36  | –     |
| Totale                                 | Totale                       | 20 081               | 100                 | 28 640  | 100     |                     | 27 953 | 100   | 24    |
|                                        |                              |                      |                     |         |         |                     |        |       |       |
| Fonte: Ministero dell'interno          |                              |                      |                     |         |         |                     |        |       |       |

### Ventimiglia
| Candidati                              | Candidati                  | II turno             | II turno            | I turno | I turno | Liste                 | Voti   | %     | Seggi |
| Candidati                              | Candidati                  | Voti                 | %                   | Voti    | %       | Liste                 | Voti   | %     | Seggi |
| -------------------------------------- | -------------------------- | -------------------- | ------------------- | ------- | ------- | --------------------- | ------ | ----- | ----- |
|                                        | Enrico Ioculano ✔️ Sindaco | 4 594                | 55,81               | 2 574   | 21,51   | Partito Democratico   | 2 063  | 17,56 | 9     |
| Ventimiglia Cambia Verso               | Enrico Ioculano ✔️ Sindaco | 4 594                | 55,81               | 2 574   | 21,51   | 394                   | 3,35   | 1     |       |
|                                        | Giovanni Ballestra         | 3 637                | 44,19               | 5 732   | 47,91   | Forza Italia          | 3 057  | 26,03 | 2     |
| Insieme si Cambia                      | Giovanni Ballestra         | 3 637                | 44,19               | 5 732   | 47,91   | 1 288                 | 10,97  | 1     |       |
| Fai per Ventimiglia                    | Giovanni Ballestra         | 3 637                | 44,19               | 5 732   | 47,91   | 680                   | 5,79   | –     |       |
| Fratelli d'Italia - Alleanza Nazionale | Giovanni Ballestra         | 3 637                | 44,19               | 5 732   | 47,91   | 534                   | 4,55   | –     |       |
| Lega Nord                              | Giovanni Ballestra         | 3 637                | 44,19               | 5 732   | 47,91   | 384                   | 3,27   | –     |       |
| Seggio di coalizione                   | Seggio di coalizione       | Seggio di coalizione | 44,19               | 5 732   | 47,91   | 1                     |        |       |       |
|                                        | Silvia Malivindi           | Silvia Malivindi     | Silvia Malivindi    | 1 632   | 13,64   | Movimento 5 Stelle    | 1 490  | 12,69 | –     |
| Seggio di coalizione                   | Seggio di coalizione       | Seggio di coalizione | Silvia Malivindi    | 1 632   | 13,64   | 1                     |        |       |       |
|                                        | Carlo Iachino              | Carlo Iachino        | Carlo Iachino       | 1 331   | 11,13   | Progetto Ventimiglia  | 763    | 6,50  | –     |
| Frontalieri Ieri Oggi Domani           | Carlo Iachino              | Carlo Iachino        | Carlo Iachino       | 1 331   | 11,13   | 485                   | 4,13   | –     |       |
| Seggio di coalizione                   | Seggio di coalizione       | Seggio di coalizione | Carlo Iachino       | 1 331   | 11,13   | 1                     |        |       |       |
|                                        | Domenico Martinetto        | Domenico Martinetto  | Domenico Martinetto | 695     | 5,81    | Ventimiglia nel Cuore | 608    | 5,18  | –     |
| Totale                                 | Totale                     | 8 231                | 100                 | 11 964  | 100     |                       | 11 746 | 100   | 16    |
|                                        |                            |                      |                     |         |         |                       |        |       |       |
| Fonte: Ministero dell'interno          |                            |                      |                     |         |         |                       |        |       |       |

## Provincia di Savona

### Albenga
|                               | Giorgio Cangiano ✔️ Sindaco | 7 732                | 55,53 | Partito Democratico     | 3 960  | 29,47 | 6  |  |  |
| Per Albenga                   | Giorgio Cangiano ✔️ Sindaco | 7 732                | 55,53 | 1 326                   | 9,87   | 2     |    |  |  |
| Talea d'Albenga               | Giorgio Cangiano ✔️ Sindaco | 7 732                | 55,53 | 1 180                   | 8,78   | 1     |    |  |  |
| Voce alla Gente Più           | Giorgio Cangiano ✔️ Sindaco | 7 732                | 55,53 | 890                     | 6,62   | 1     |    |  |  |
|                               | Rosalia Guarnieri           | 2 971                | 21,34 | Forza Italia            | 1 654  | 12,31 | 2  |  |  |
| Lega Nord                     | Rosalia Guarnieri           | 2 971                | 21,34 | 853                     | 6,35   | 1     |    |  |  |
| Giovane Albenga               | Rosalia Guarnieri           | 2 971                | 21,34 | 239                     | 1,78   | –     |    |  |  |
| Scelgo Albenga                | Rosalia Guarnieri           | 2 971                | 21,34 | 225                     | 1,67   | –     |    |  |  |
| Seggio di coalizione          | Seggio di coalizione        | Seggio di coalizione | 21,34 | 1                       |        |       |    |  |  |
|                               | Ivano Corallo               | 1 251                | 8,99  | Movimento 5 Stelle      | 1 213  | 9,03  | –  |  |  |
| Seggio di coalizione          | Seggio di coalizione        | Seggio di coalizione | 8,99  | 1                       |        |       |    |  |  |
|                               | Massimiliano Nucera         | 1 249                | 8,97  | Civica Ingauna          | 518    | 3,86  | –  |  |  |
| Facciamo Albenga              | Massimiliano Nucera         | 1 249                | 8,97  | 457                     | 3,40   | –     |    |  |  |
| I Giovani della Città         | Massimiliano Nucera         | 1 249                | 8,97  | 227                     | 1,69   | –     |    |  |  |
| Seggio di coalizione          | Seggio di coalizione        | Seggio di coalizione | 8,97  | 1                       |        |       |    |  |  |
|                               | Pier Giorgio Giraldi        | 386                  | 2,77  | Vivi Albenga            | 363    | 2,70  | –  |  |  |
|                               | Davide Milani               | 334                  | 2,40  | Alternativa per Albenga | 332    | 2,47  | –  |  |  |
| Totale                        | Totale                      | 13 923               | 100   |                         | 13 437 | 100   | 16 |  |  |
|                               |                             |                      |       |                         |        |       |    |  |  |
| Fonte: Ministero dell'interno |                             |                      |       |                         |        |       |    |  |  |